# Les Cars
Les Cars ist eine französische Gemeinde im Département Haute-Vienne  in der Region Nouvelle-Aquitaine. Sie gehört zum Arrondissement Limoges und zum Kanton Saint-Yrieix-la-Perche.

## Geografie
Die Gemeinde Les Cars liegt an der Arthonnet imRegionalen Naturpark Périgord-Limousin, 21 Kilometer südwestlich von Limoges.  Die Nachbargemeinden sind Flavignac im Nordosten, Rilhac-Lastours im Osten, Bussière-Galant im Südwesten und Pageas im Westen. Der Hauptort liegt am Flüsschen Arthonnet.

## Geschichte
Ende des 11. Jahrhunderts überschrieb Ramnulphe de Lastours die Villa de Quadris (Dorf Cars), gelegen im bewaldeten Teil des umfangreichen Kirchspiels Flavignac, der Abtei Saint-Martial de Limoges (benannt nach Martial von Limoges). Im Dorf scheint es bereits die Kapelle Sainte-Marie-Madeleine gegeben zu haben. Die Abtei gründete dort rasch eine Priorie, die in den ersten Jahren des 12. Jahrhunderts offiziell anerkannt wurde.
Um 1280 erlosch die Familie de Flavignac, die den Lastours seit dem 11. Jahrhundert lehnspflichtig war. Dies hat die Entwicklung der Seigneurie von Cars wohl günstig beeinflusst. Das neue Lehen, welches zuerst der Familie Barry, dann ab Mitte des 14. Jahrhunderts der Familie Pérusse unterstand, scheint zu Beginn hauptsächlich aus Gebieten der ehemaligen Gemeinde Flavignac (heutige Gemeinden Flavignac und Les Cars) entstanden zu sein. Allmählich emanzipierten sich die neuen Herren von der Oberhoheit der Lastours (wobei sie schließlich sogar die Seigneurie Lastours selbst erwarben). Bald nahm die Familie Pérusse auch den Namen Pérusse des Cars an, was in den Zeiten der Renaissance zur Schreibweise Pérusse d'Escars führte. Das heutige Gemeindewappen ist nahezu identisch mit dem Stammwappen dieses Adelsgeschlechts.
Das Château von Cars, das anfangs wohl nur eine einfache Festung war und nur wenige hundert Meter von der Abtei Saint-Martial de Limoges entfernt lag, wurde im Laufe der Zeit zu einer noblen Residenz umgebaut. Geoffroy de Pérusse des Cars († 1534), Berater und Kammerherr des Königs von Navarra, scheint das Gebäude während der Frührenaissance erheblich verschönert und erweitert zu haben. Jedoch wurde die Schlossanlage dann während der Hugenottenkriege erneut zu militärischen Zwecken befestigt. 1798 kam es schließlich zur Zerstörung und Plünderung des Châteaus.
Die Fernseh-Sendemast von Les Cars wurde 1959 erbaut und begann den Sendebetrieb am 30. Dezember desselben Jahres.

## Bevölkerungsentwicklung
| Jahr                       | 1962 | 1968 | 1975 | 1982 | 1990 | 1999 | 2006 | 2014 | 2020 |
| Einwohner                  | 582  | 571  | 627  | 586  | 551  | 583  | 627  | 628  | 620  |
| Quellen: Cassini und INSEE |      |      |      |      |      |      |      |      |      |

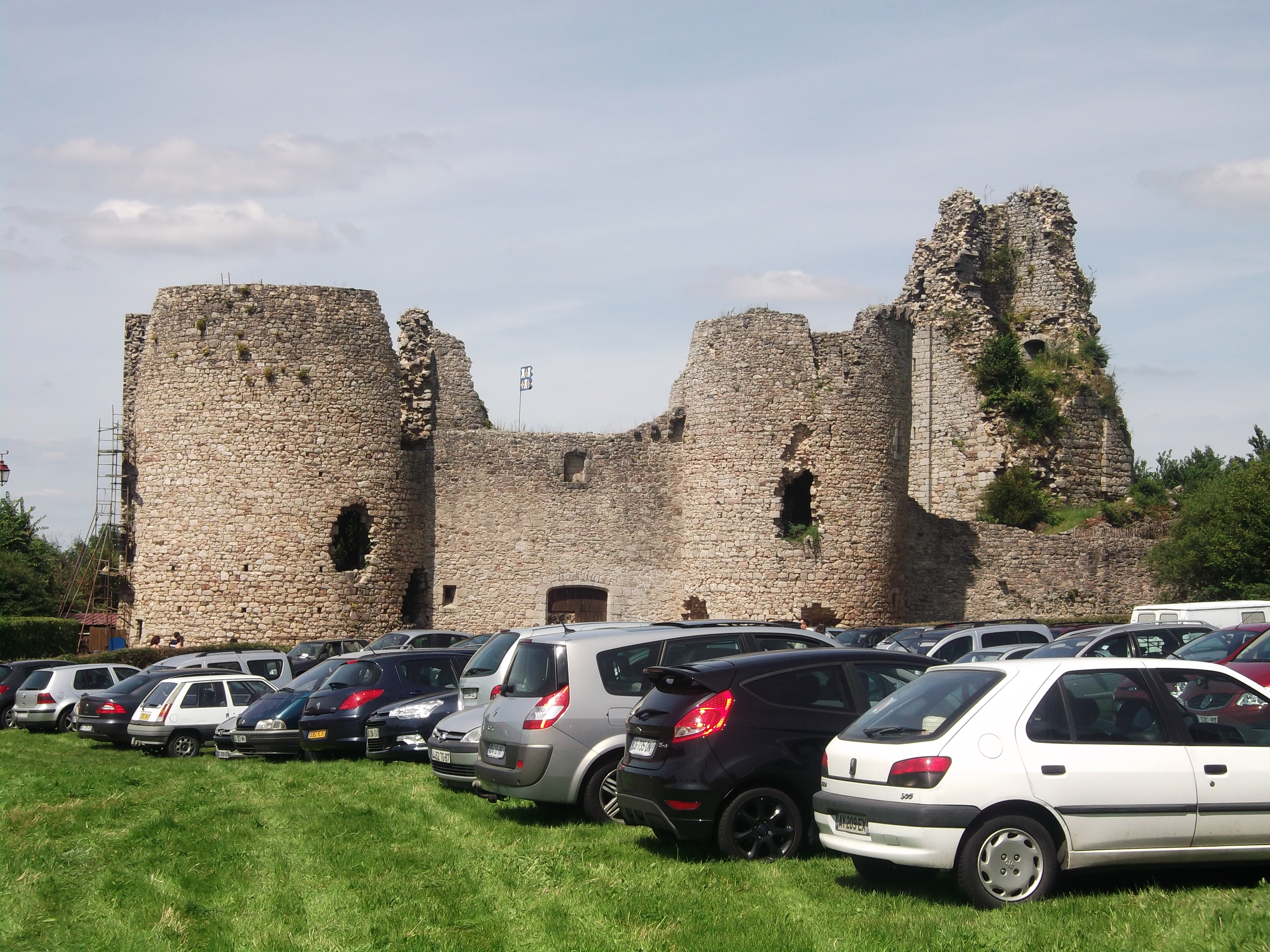
Reste der Burg Cars
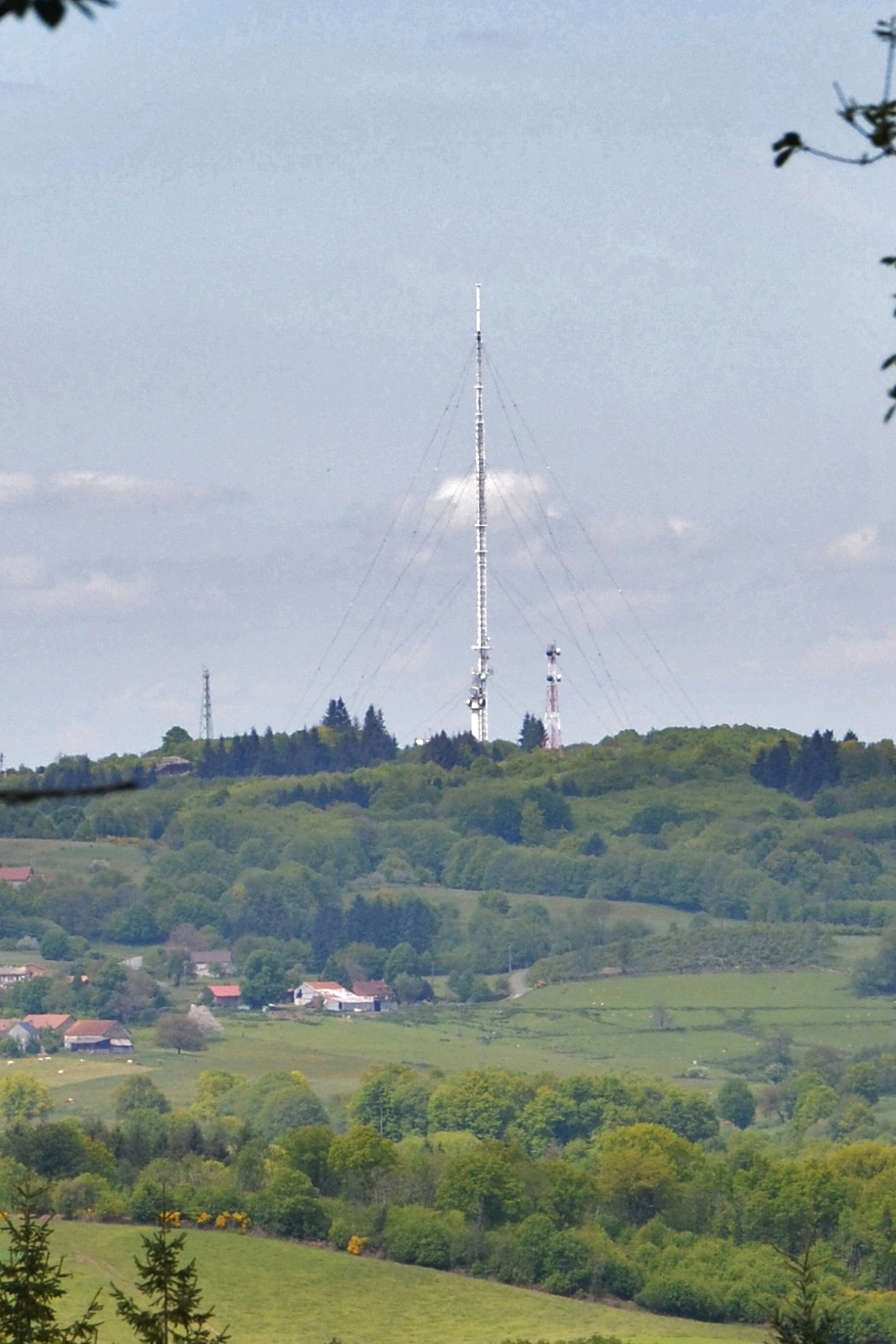
Antenne von Les Cars, von Courbefy aus gesehen
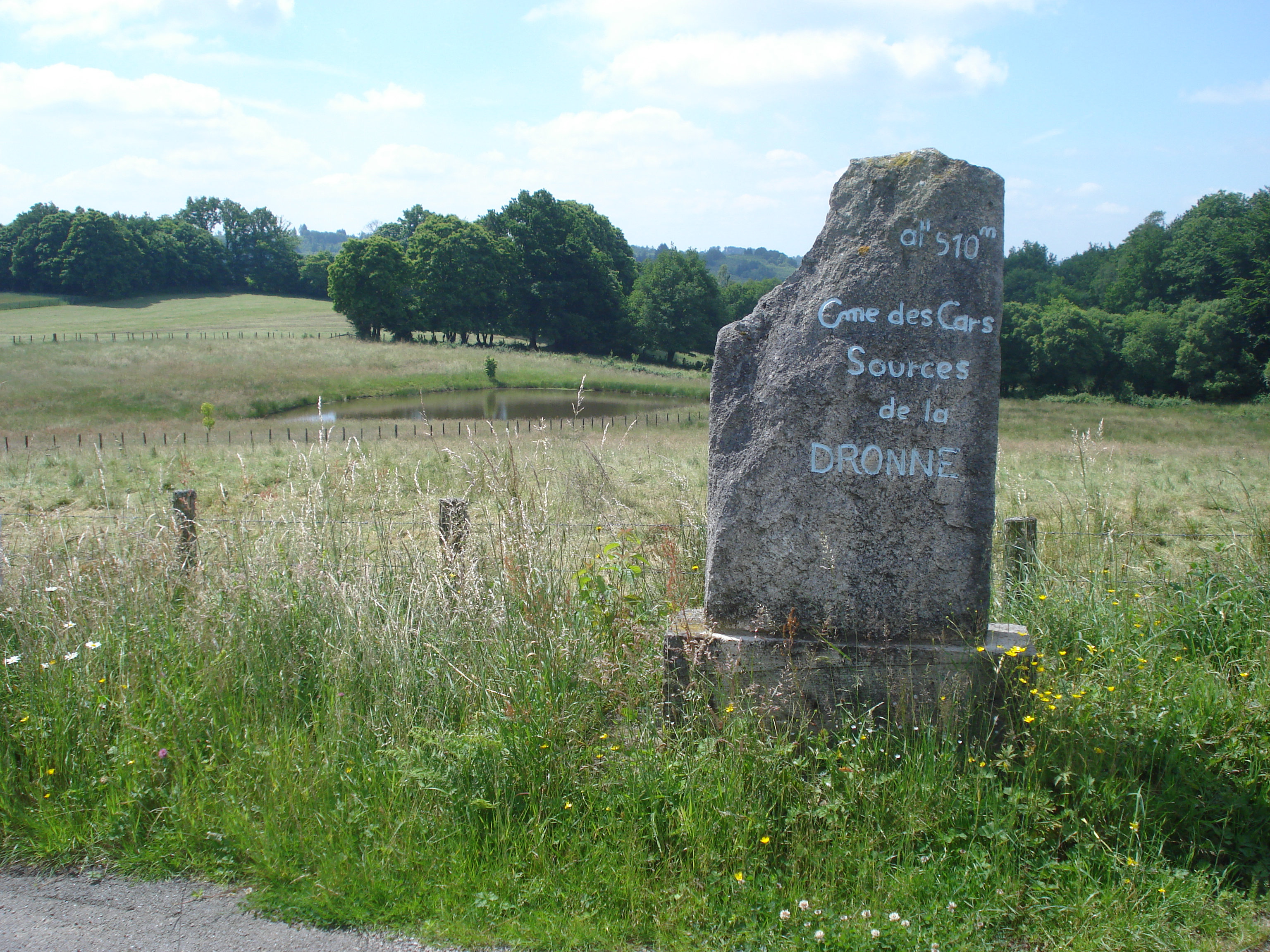
Wegweiser zu den Dronne-Quellen